# فرانسوا بيرسن
فرانسوا بيرسن (بالإنجليزية: François Person)‏ ولد بتاريخ 23 مايو 1922 في فرنسا، وتوفي في 24 مارس 1980 في فرنسا، كان دراج فرنسي.

## روابط خارجية
- فرانسوا بيرسن على موقع أرشيف الدراجات (الإنجليزية)
- فرانسوا بيرسن على موقع إحصائيات الدراجات الإحترافية (الإنجليزية)